# Ptychadena guibei
Espèce
Synonymes
- Ptychadena chrysogaster guibei Laurent, 1954

Statut de conservation UICN

 LC  : Préoccupation mineure
Ptychadena guibei est une espèce d'amphibiens de la famille des Ptychadenidae.

## Répartition
Cette espèce est endémique du centre-Sud-Est de l'Afrique. Elle se rencontre, :
- dans l'est de l'Angola ;
- dans le nord du Botswana ;
- au Malawi ;
- au Mozambique ;
- dans la bande de Caprivi en Namibie ;
- dans le sud de la République démocratique du Congo ;
- en Zambie  ;
- dans l'est du Zimbabwe.

## Étymologie
Son nom d'espèce lui a été donné en référence à Jean Guibé, naturaliste et herpétologiste français.

## Publication originale
- Laurent, 1954 : Étude de quelques espèces méconnues du genre Ptychadena. Annales du Musée Royal du Congo Belge, Sciences Zoologiques, Tervuren, vol. 34, p. 7-34.